# Альпака
Альпака́ (Vicugna pacos) — одомашнений південноамериканський копитний ссавець родини верблюдових, водиться в Чилі, Перу і Болівії, пасеться на високогір'ї в Андах.

## Особливості
Ця тварина значно менша лами за розміром, і тому не використовується як тяглова тварина. Зріст альпаки 0,9—1 м в холці (з шиєю і головою ще приблизно 60 см), довжина тіла близько 1,4 м, вага до 80 кг. Голова альпак дещо загострена, що дає змогу діставати траву між камінням у горах. Тіло альпаки вкрито м'якою довгою (до 38 см) вовною, подібною до вовни мериносів, саме через вовну альпака і вирощується.

## Природні умови
Вовна вкриває все тіло тварини. Саме вона і захищає тіло альпаки від значних температурних коливань. У високогір'ї ці коливання сягають діапазону у 50 градусів за Цельсієм. М'яка вовна альпак міцніша за вовну овець. Природне забарвлення вовни сягає значного діапазону від білого і жовтуватого до чорного.
Пасеться як на луках високо у горах, так і в заболочених місцинах. Може декілька днів обходитися без води, як і всі верблюдові.

## Галерея

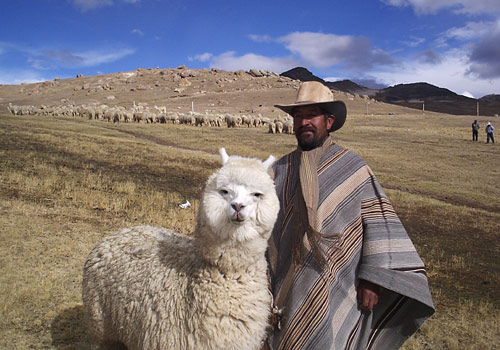
Випас альпак
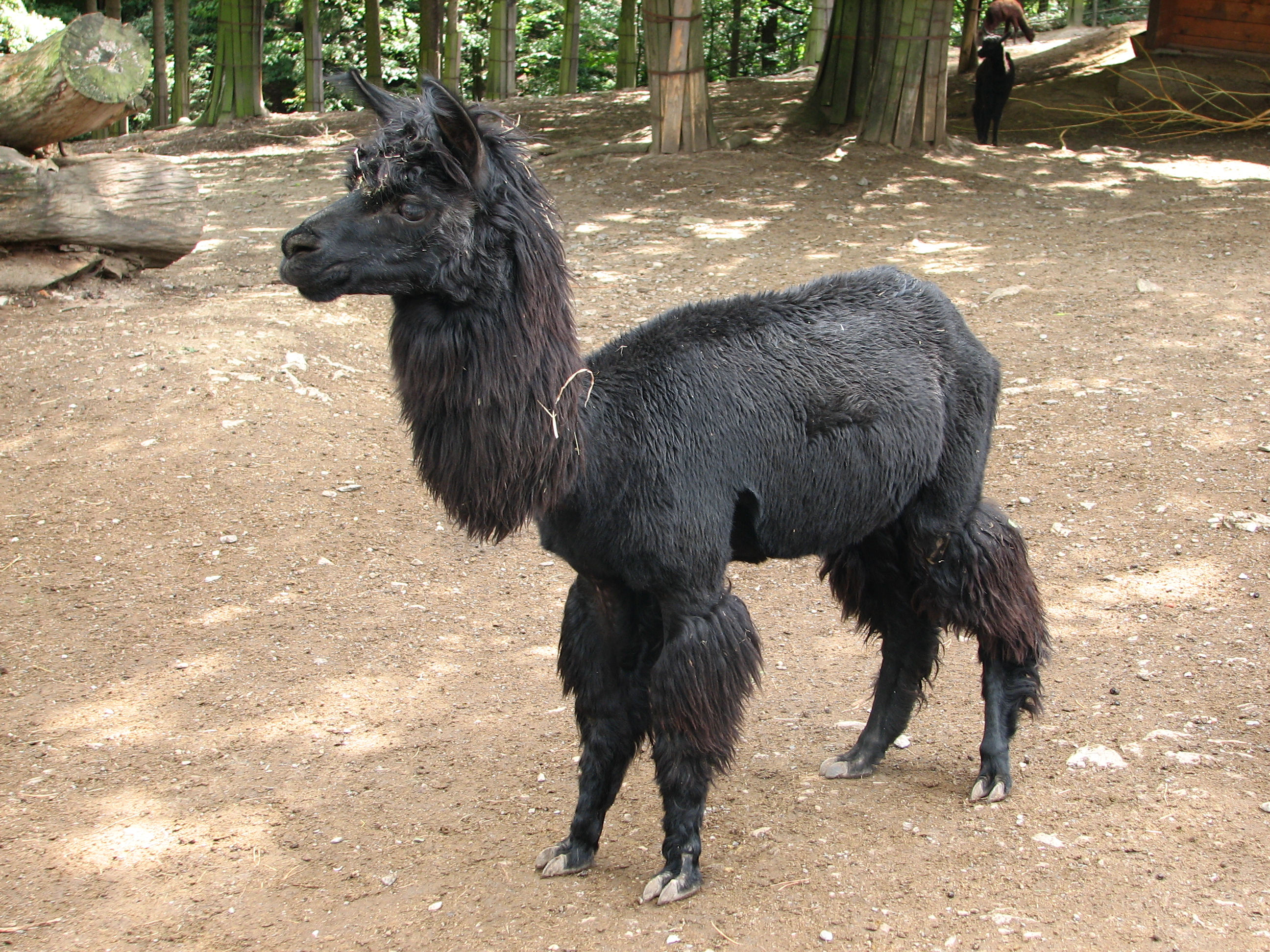
Альпака в зоопарку міста Оломоуц, Чехія.
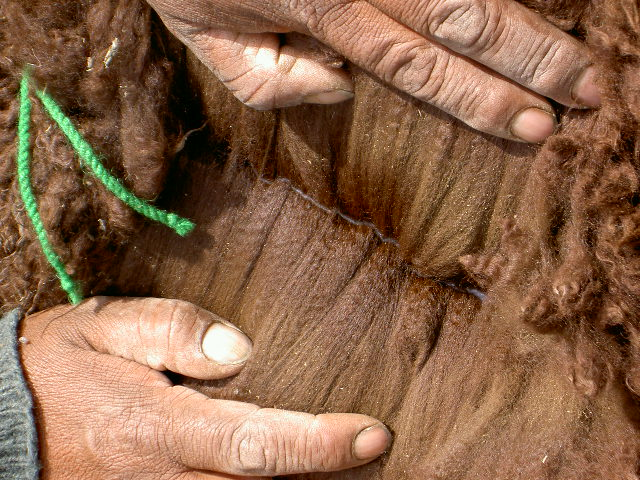
Вовна альпак, природне забарвлення
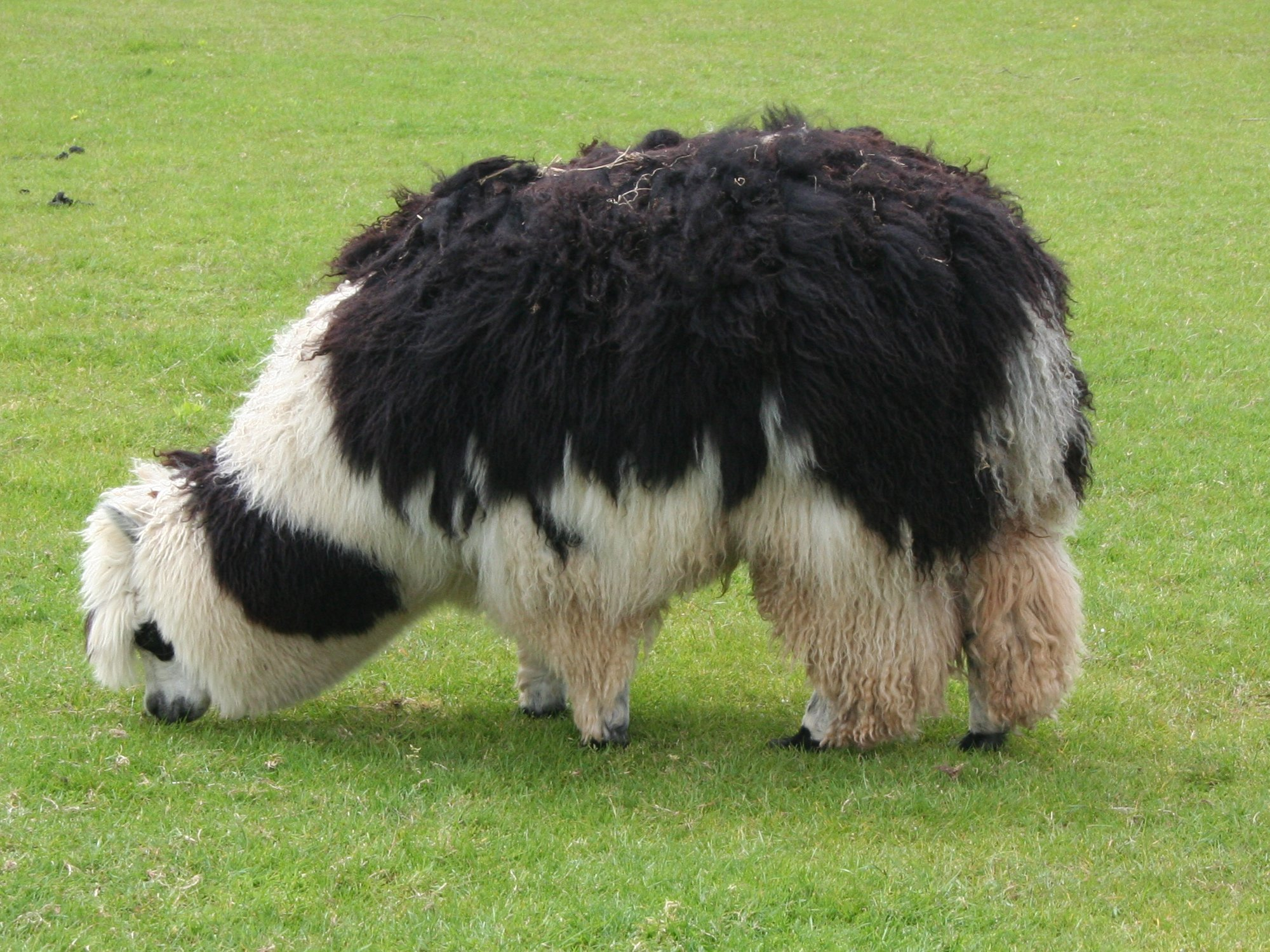
Альпака на пасовиську